# کیندردیک

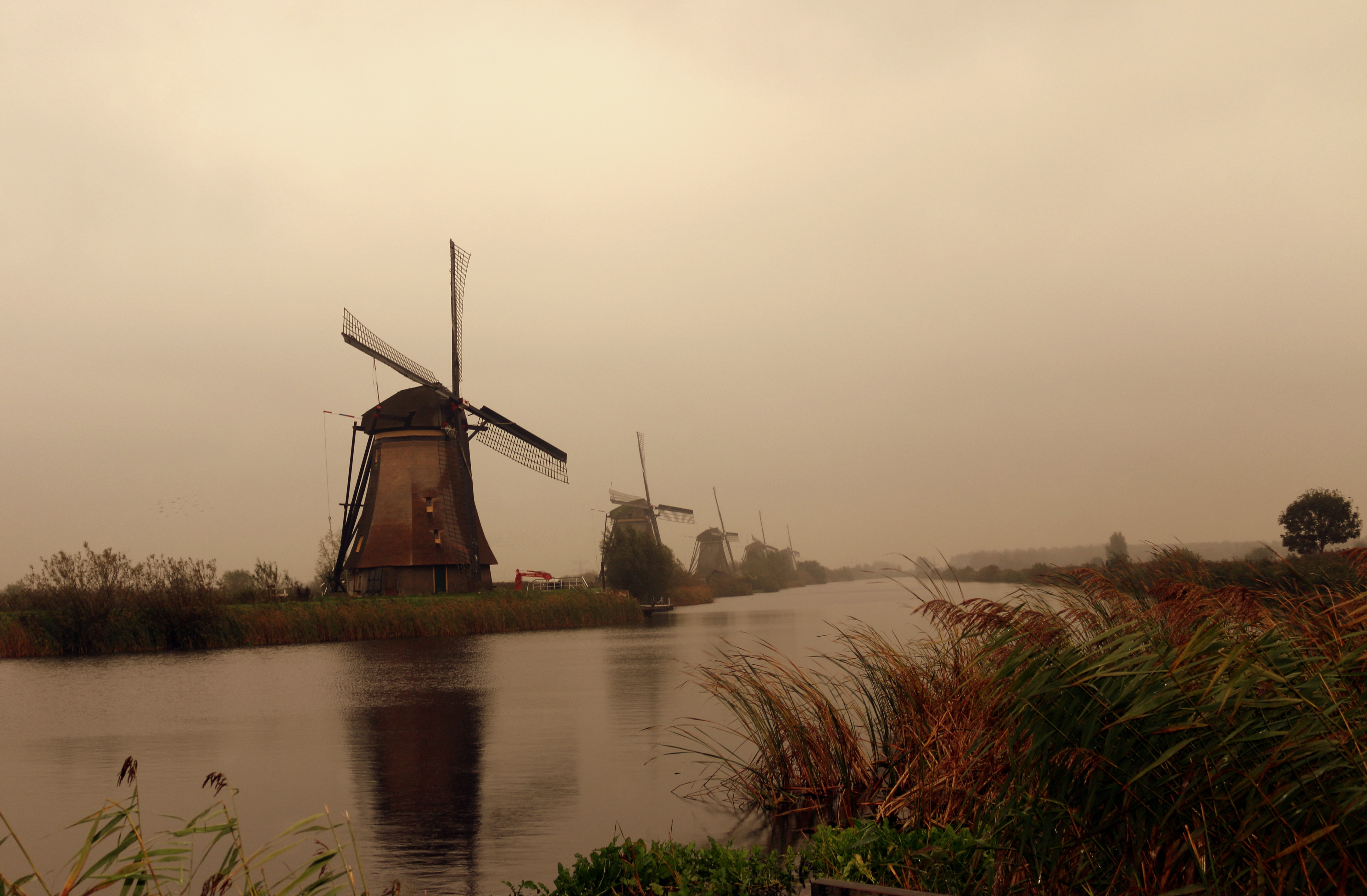
آسیاب‌بادی‌های کیندردَیک

کیندردَیک (به هلندی: Kinderdijk) دهکده‌ای است در استان هلند جنوبی در کشور هلند. شهرت این دهکده به دلیل وجود منطقه‌ای گردشگری است که در آن تعدادی از آسیاب بادی‌های کهن قرار دارند.

## جغرافیا
کیندردیک در پانزده کیلومتری شرق روتردام قرار دارد.

## پیشینه
آسیاب بادی‌های منطقه کیندردیک در حدود سال ۱۷۴۰ میلادی ساخته شده‌اند و از عظیم‌ترین مجموعه‌های آسیاب‌بادی در هلند به شمار می‌روند. کیندردیک در سال ۱۹۹۷ در فهرست میراث جهانی یونسکو ثبت شده است.
در کیندردیک یک موزه کوچک نیز قرار دارد.